# Araneus illaudatus
Araneus illaudatus este o specie de păianjeni din genul Araneus, familia Araneidae. A fost descrisă pentru prima dată de Willis J. Gertsch și Mulaik, 1936. Conform Catalogue of Life specia Araneus illaudatus nu are subspecii cunoscute.